# Lester Rowe
Lester Rowe (nacido el 11 de enero de 1963) es un entrenador de baloncesto y exjugador de baloncesto profesional estadounidense que sirvió por última vez en el personal del equipo de baloncesto femenino de los Xavier Musketeers. Ha jugado profesionalmente en varias ligas. Desde que se retiró como jugador, ha trabajado en negocios y ha sido entrenador de baloncesto universitario masculino y femenino. Como entrenador asistente, sus equipos han ganado el torneo femenino Big 12 de 2017 y los campeonatos de la temporada regular femenina Big 12 de 2013-14. Ha sido entrenador asistente para el equipo de baloncesto masculino y femenino de los West Virginia Mountaineers, así como para el equipo de baloncesto femenino del Northern Kentucky Norse.
Jugó cuatro temporadas para el equipo de baloncesto masculino de los West Virginia Mountaineers, donde lideró al equipo en dos anotaciones y tres rebotes. Sus equipos ganaron el torneo de baloncesto masculino Atlantic 10 (1983 y 1984) o el campeonato de temporada regular (1982 y 1985) de la Atlantic 10 Conference (conocida como Asociación Atlética del Este hasta 1982) cada año que jugó. Fue co-capitán durante dos temporadas y totalizó 1524 puntos y 787 rebotes. Rowe una vez tuvo varios récords en su carrera en Virginia Occidental, incluido el porcentaje de goles de campo en su carrera. Su récord escolar de Iron Man (114 aperturas consecutivas) se mantuvo durante más de 20 años.
Antes de su tiempo en West Virginia, jugó baloncesto para Lafayette High School, donde The Buffalo News lo nombró co-jugador del año en el oeste del estado de Nueva York en 1981. Es el tío del exjugador de baloncesto profesional Jason Rowe.

## Escuela secundaria
Mientras crecía, Rowe jugaba juegos informales en la Asociación Cristiana de Jóvenes (YMCA), el Boys Club y otros lugares. En su último año en Lafayette, Rowe promedió 28,2 puntos y 13,0 rebotes. Eligió West Virginia sobre las ofertas de Duke, Carolina del Norte y otros. Rowe fue nombrado co-jugador de baloncesto masculino del año de 1981 en el oeste de Nueva York (con Ray Hall) por The Buffalo News. Rowe también compitió en salto de altura en la escuela secundaria.

## Universitaria
Como estudiante de primer año, Rowe lideró a los West Virginia Mountaineers de 1981-82, que fue el campeón de la temporada regular de la Eastern Sports Club (Asociación Atlética del Este) en rebotes (5.5 rpg).
Cuando el equipo de Virginia Occidental ganó el torneo de baloncesto masculino Atlantic 10 de 1983, Rowe estaba en el equipo de todo el torneo. Rowe fue seleccionado junto con Terence Stansbury, Mike Brown y Barry Mungar, entre otros, para un equipo estelar de la Conferencia Atlantic 10 de 12 hombres para recorrer España en una gira de 12 días y 8 juegos para jugar contra España, Panamá y la Unión Soviética. Selecciones de Unión en Santiago de Compostela, Palma de Mallorca y Madrid del 12 al 22 de mayo de 1983. Rowe fue el máximo anotador de la gira con un promedio de 19,9.
Para el primer equipo All-Atlantic 10 de pretemporada de 1983, Tony Costner, Bob Lojewski, Stansbury y Brown se unieron a Rowe. Rowe fue seleccionado como co-capitán junto con Tim Kearney. Cuando el equipo perdió a Greg Jones después de la temporada de baloncesto masculino de la División I de la NCAA de 1982–83, Rowe era el máximo anotador (15,6 ppg) y rebotador (6,9 rpg) del equipo de 1983–84. Cuando West Virginia ganó el torneo de baloncesto masculino Atlantic 10 de 1984, Rowe era el MOP del torneo. Rowe fue incluido en el segundo equipo All-Atlantic 10 de 1984.
Para el primer equipo All-Atlantic 10 de pretemporada de 1984, Brown, Maurice Martin, John Battle y Granger Hall se unieron a Rowe, quien era conocido por su habilidad para saltar. Rowe fue seleccionado como co-capitán junto con Dale Blaney. El 5 de enero de 1985, Rowe encestó lo que parecía ser una canasta ganadora oportuna contra los Saint Joseph's Hawks. Sin embargo, después de que ambos equipos regresaron a sus vestuarios, habían comenzado los calentamientos para el próximo juego de la doble cartelera y los árbitros regresaron a sus vestuarios, decidieron que la anotación llegó después del buzzer. Según algunos relatos, siete minutos después del partido, Virginia Occidental ya había dejado The Palestra para tomar un avión. Sin embargo, el comisionado de baloncesto de Atlantic 10, Charlie Theokas, restauró la victoria de Virginia Occidental dos días después y señaló que «cuando los árbitros señalaron que el gol de campo de Rowe era bueno y, posteriormente, abandonaron la cancha, el juego terminó». Rowe nuevamente lideró al equipo en anotaciones (14.4 ppg) y rebotes (7.0 rpg) y obtuvo el segundo equipo All-Atlantic 10. Virginia Occidental ganó el campeonato de temporada regular Atlantic 10.
Después de su carrera, Rowe mantuvo el récord de porcentaje de goles de campo de Virginia Occidental (593/1,095 54.2%) durante 4 temporadas y el récord de inicio de juegos de carrera (114) durante 6 temporadas. También mantuvo récords de carrera menos auspiciosos en pérdidas de balón y faltas. El récord de Rowe de aperturas consecutivas (114) duró hasta 2006 (Johannes Herber). Rowe fue cuatro veces jugador de la semana en la Conferencia. Rowe es recordado por su habilidad para encestar y su salto vertical de 42 pulgadas (106,7 cm). Describió su mayor recuerdo como su victoria sorpresa al equipo del puesto número 1, el equipo de 1982-83 de los UNLV Rebels el 27 de febrero de 1983. Pasarían casi 33 años antes de que Virginia Occidental derrotara a otro equipo clasificado número 1.

## Carrera profesional

### Jugador
En 1985, Rowe se unió a los Shell Azodrin Bugbusters de la Asociación de Baloncesto de Filipinas. Rowe fue compañero de equipo de Nancy Lieberman en los Long Island Knights de la United States Basketball League en 1987. Rowe jugó 5 partidos con los Savannah Spirits durante la temporada 1987-1988.  El 8 de diciembre de 1987, la Asociación Internacional de Baloncesto realizó su draft con Lester Rowe seleccionado en la primera ronda con la cuarta selección de Ohio. Cuando cuatro de los diez equipos de la IBA quisieron retrasar el comienzo de la liga hasta 1989, los otros seis formaron la World Basketball League (WBL) para los jugadores enumerados en 6′ 0″ (1,83 m) o menos. El 15 de abril de 1988, firmó con el Youngstown Pride of the WBL, donde fue compañero de equipo de su ex Co-Jugador del Año, Hall. En julio, Rowe, quien figuraba como pívot en esta liga para jugadores bajos, fue traspasado a los Vancouver Nighthawks.
Rowe fue incluido en el Salón de la Fama del Deporte de la Universidad de West Virginia en 2014.

### Entrenador
Rowe fue contratado como entrenador asistente para el baloncesto masculino de Gale Catlett y West Virginia Mountaineers en septiembre de 1997. Realizó tareas de entrenamiento, reclutamiento, exploración y administración. Formó parte del personal durante cinco temporadas, destacando un Sweet Sixteen dirigido por el equipo de 1997–98 en el torneo de baloncesto masculino de la División I de la NCAA de 1998. Con 5 juegos restantes para West Virginia en la temporada de baloncesto masculino de la División I de la NCAA 2001-02, Catlett renunció durante su temporada 24 como entrenador en jefe. Al principio, Dan Dakich fue anunciado como el reemplazo de Catlett después de que Bob Huggins rechazara el puesto. Eventualmente, el entrenador en jefe entrante, John Beilein, trajo a sus tres asistentes de Richmond para completar su personal.
Rowe tenía ofertas de entrenador, pero no quería mudarse de Morgantown, Virginia Occidental en esa etapa de su vida. De 2002 a 2010, Rowe se desempeñó como gerente de propiedades comerciales y ejecutivo de ventas. Rowe se convirtió en entrenadora asistente de Mike Carey y el equipo de baloncesto femenino de West Virginia Mountaineers en 2011. En 2013, el comisionado de Big 12, Bob Bowlsby, lo reprendió por su participación en un tumulto posterior al juego en el Bank of Hawaii Rainbow Wahine Classic en el Stan Sheriff Center el 17 de noviembre de 2013. Su mandato duró hasta 2019 y el equipo ganó un campeonato de la Conferencia Big 12 de la temporada regular (2014) y un campeonato del Torneo de la Conferencia Big 12 (2017) con Rowe. En julio de 2019, Rowe fue contratada por el equipo de baloncesto femenino de Northern Kentucky Norse. El 1 de julio de 2020, Rowe se unió al personal del equipo de baloncesto femenino de Xavier Musketeers bajo la dirección de la entrenadora Melanie Moore. Moore y su personal fueron despedidos después de la temporada 2022-23.

## Vida personal
Rowe tiene dos hijas, Monalisa y Monique. A marzo de 2013, sus hijas tenían 21 y 19 años, respectivamente. Mona era una jugadora de baloncesto del estado cuando era júnior, pero sufrió una lesión del ligamento cruzado anterior en la temporada sénior 2008-09. Rowe conoció a su esposa, Lisa, en Morgantown.